# 제2차 세계 대전 중 소련의 산업
소련은 1939년부터 1945년 전쟁이 끝날 때까지 제2차 세계 대전에 참전했다. 전쟁 초기에 소련은 경제적, 농업적 잠재력을 가진 귀중한 토지를 잃고, 막대한 산업적 손실과 인명 피해를 입었다. 이 모든 것은 바르바로사 작전에서 추축국의 소련 침공으로 인해 발생했으며, 이는 산업 및 농업 생산의 급격한 감소를 초래했다. 이로 인해 국가 지도부는 국방 산업에 중점을 두고 국가 경제를 강화하기 위한 긴급 조치를 취해야 했다.
제2차 세계 대전에서 소련의 전쟁 노력은 1941년 6월 22일 소련이 침공을 받으면서 시작되었다. 소련은 처음부터 군사적으로나 경제적으로 불리한 입장에 있었다. 막대한 천연자원 매장량을 가지고 있었음에도 불구하고, 초기 국민 경제 발전 5개년 계획의 높은 할당량은 유럽 러시아에 대한 광범위한 착취를 필요로 했다. 결과적으로 소련 동부 지역의 자원 기반은 대부분 미개발 상태로 남아 있었다. 침공 후 첫 6개월 동안 독일군은 제2차 세계 대전 이전에 전체 석탄, 선철, 알루미늄 생산량의 60% 이상을 차지했던 영토를 점령하거나 고립시키는 데 성공했다. 전체 곡물 생산량의 거의 40%와 전체 가축의 60%가 손실되었다. 또한 이 지역에는 전쟁 전 소련 인구의 40%, 국영 기업 노동력의 32%, 국영 기업 부문 고정 자산의 3분의 1이 포함되어 있었다. 독일군의 급속한 진격 속도는 소련의 어떤 대피 노력도 어렵게 만들었다. 제2차 세계 대전의 독일 침공으로 인해 소련의 경제는 막대한 타격을 입었고, 소련 GDP는 1940년에서 1942년 사이에 34% 감소했다. 산업 생산량은 거의 10년 동안 1940년 수준으로 회복되지 못했다.

1941년 6월부터 12월까지 동부 전선

## 전쟁 전
이오시프 스탈린의 5개년 계획은 소련 경제를 산업화하고 제1차 세계 대전 동안 러시아 경제를 파괴했던 약점을 극복하기 위해 고안되었다. 제1차 세계 대전 동안 러시아 제국은 동원에 실패하면서 러시아 혁명으로 인해 붕괴되었다. 산업 역량이 부족했고, 농민들은 자급자족을 위해 시장에서 철수했다. 이를 극복하기 위해 5개년 계획은 제2차 세계 대전에서 붉은 군대에 무기 공급을 보장하는 전문화된 대량 생산 시설을 만들었다. 5개년 계획은 농민들을 이용 가능한 식량에 대한 잔여 청구자로만 전환시켰다. 이것은 전쟁이 발발할 경우 병사와 전쟁 노동자들이 먼저 식량을 공급받도록 보장했다.
1930년대 후반 유럽 전역에 긴장이 고조되면서 국방 산업에 할당된 자원이 증가했다. 국방비 증가는 제2차 세계 대전의 공식적인 시작 전부터 시작되었는데, 1937년부터 독일 침공까지 국방비가 계속 증가했다. 명목상 국방 예산 지출은 1937년부터 1940년까지 거의 두 배로 증가하여 17%에서 33%까지 증가했다. 이는 소련 국내총생산에서 국방비가 차지하는 비중이 상응하게 증가했음을 의미했다. 1937년 8%에서 1940년 17%로 증가했다. 1940년 전문 국방 산업은 전체 노동력 1400만 명 중 약 160만 명의 노동자를 고용했다. 그러나 붉은 군대에 직접 공급하는 농업, 운송 및 산업 분야에는 수백만 명의 노동자가 더 고용되어 있었다. 국가계획위원회(Gosplan)의 계획에 따르면 1940년 산업, 농업, 운송 및 건설 분야에서 총 900만 명의 노동자가 국방을 위해 일했으며, 이는 전체 노동 인구의 약 16%에 해당했다.
제2차 세계 대전 이전에 소련 아제르바이잔은 세계에서 가장 큰 석유, 석유 제품 및 석유 장비 생산국 중 하나였으며, 소련이 석유 생산에서 미국과 캐나다 다음으로 순위를 차지하는 데 크게 기여했다. 지속적인 군사 작전에도 불구하고, 바쿠는 주요 연료 및 윤활유 공급원이었으며, 전쟁 첫 해에만 2,350만 톤의 석유를 보냈다. 제2차 세계 대전 내내 총 7,500만 톤의 석유가 군사적 목적으로 운송되었다. 러시아의 전 아제르바이잔 대사 바실리 이스트라토프는 다음과 같이 썼다.
"아제르바이잔의 천연자원 없이는 제2차 세계 대전에서 승리할 수 없었을 것이다."

## 전시 경제 및 정부 조치
전쟁이 발발하자마자, 소련 정부는 이 갈등이 총력전 접근 방식을 필요로 할 것이라는 점을 분명히 했다. 따라서 거의 즉시, 국방 생산이 최대 우선 순위에 놓였다. 국방 생산의 즉각적인 증가는 여러 요인 덕분에 가능했다. 이 요인들에는 일부 비축량, 근무 시간의 즉각적인 증가, 이전에 국방 하청업체로 참여했던 민간 노동자의 동원이 포함되었다. 1941년 3분기에는 탄약 생산량이 같은 해 1분기 수준의 거의 3배에 달했다.
1941년 7월 22일, 소련 최고 소비에트 상임위원회는 새로운 계엄에 대한 법령을 채택하여 산업 기업의 노동 복무 및 작업 규제를 도입했다. 다음 날, 탄약 생산을 위한 동원 계획이 발효되었고, 6월 24일 소련 인민위원 회의에서는 대피 위원회가 창설되었다. 이 위원회는 같은 해 12월 25일에 운송 화물 하역 위원회로 개편되었다. 위원회의 지시에 따라 1941년 7월부터 12월까지 다가오는 추축국 병력의 위험에 처한 지역은 우랄 지역, 볼가 지역, 시베리아 및 중앙 아시아로 대피해야 했다. 총 2,593개의 산업 기업, 1,200만 명 이상의 인구, 약 240만 마리의 가축, 상당한 식량 비축량, 농업 기계 및 문화적 가치 물건이 대피되었다.
공식 보고서에 따르면: "9월부터 1941년 말까지 산업 생산량 감소가 발생했다. 1941년 말에는 산업 생산량이 전쟁 전 수준의 절반에 불과했다. 비철 압연 금속, 케이블 제품 및 볼 베어링 생산은 거의 완전히 중단되었다. 1942년 초 평균 일일 철도 운송량은 36-37천 트럭으로 감소했으며, 이는 전쟁 전 운송량의 3분의 1에 해당한다." 다음 표는 1940년의 동일한 발전 지수를 100%로 했을 때 전쟁 기간 동안의 발전 지수를 보여준다.
| 1941-45년 소련 국민 경제 발전 주요 지수 (1940년 = 100%) | 1941-45년 소련 국민 경제 발전 주요 지수 (1940년 = 100%) | 1941-45년 소련 국민 경제 발전 주요 지수 (1940년 = 100%) | 1941-45년 소련 국민 경제 발전 주요 지수 (1940년 = 100%) | 1941-45년 소련 국민 경제 발전 주요 지수 (1940년 = 100%) | 1941-45년 소련 국민 경제 발전 주요 지수 (1940년 = 100%) |
|                                                         | 1941                                                    | 1942                                                    | 1943                                                    | 1944                                                    | 1945                                                    |
| ------------------------------------------------------- | ------------------------------------------------------- | ------------------------------------------------------- | ------------------------------------------------------- | ------------------------------------------------------- | ------------------------------------------------------- |
| 국민 소득                                               | 92                                                      | 66                                                      | 74                                                      | 88                                                      | 83                                                      |
| 총 산업 생산량                                          | 98                                                      | 77                                                      | 90                                                      | 104                                                     | 92                                                      |
| 포함 항공기, 탱크, 무기, 탄약 생산                      | 140                                                     | 186                                                     | 224                                                     | 251                                                     | —                                                       |
| 총 농업 생산량                                          | 62                                                      | 38                                                      | 37                                                      | 54                                                      | 60                                                      |
| 노동자 및 직원 수                                       | 88                                                      | 59                                                      | 62                                                      | 76                                                      | 87                                                      |
| 국가 예산 수입                                          | 98                                                      | 92                                                      | 113                                                     | 149                                                     | 168                                                     |

1941년 6월 26일 소련 최고 소비에트는 새로운 법령 "전시 노동자 및 병역 의무자의 근무 시간에 관하여"를 채택하여 공휴일과 주말 근무를 포함한 초과 근무를 도입했다. 또한 군사 생산량 증가를 목표로 하는 동원 및 국민 경제 계획이 승인되었다. 1941년 6월 30일, 노동 분배 위원회(이후 노동 회계 및 분배 위원회)가 선거구 위원회 산하에 설립되었다. 1942년부터 1945년 7월까지 이 위원회는 도시 및 농촌 인구 300만 명 이상을 산업, 농업, 운송 분야의 영구적인 노동력으로 유치했다. 그 후 210만 명 이상의 청소년이 노동 예비군 교육 기관으로 보내졌다. 이로 인해 1945년에는 노동자와 병역 의무자의 연평균 수가 2,860만 명에 달했으며, 이는 1940년 수준의 84%에 해당한다. 또한 1942년 1월 10일과 10월 7일 국가방위위원회 결의에 따라 독일인 노동자(12만 명 이상)가 동원되었고, 이들은 국내 여러 지역에서 추방되었다.
국가 경제를 총력전 경제로 전환시키기 위해, 소련 국가계획위원회는 대규모 산업 중심지 및 국방 기업으로 파견되었다. 1941년 9월, 생산 조직가 V. A. 말리셰프의 지휘 아래 전차 산업 인민위원회(People's Commissariat of the tank industry)가 창설되었고, 11월에는 숙련된 엔지니어이자 활기찬 생산자 드미트리 우스티노프가 이끄는 박격포 무기 인민위원회(People's Commissariat of mortar weapons)가 설립되었다. 산업 시설의 가동을 가속화하기 위해 9월 11일 "전시 산업 기업 건설에 관한 결의안"이 채택되었다. 1941년 12월 26일, 소련 최고 소비에트 상임위원회는 "군수 산업 기업의 노동자와 직원의 무단 이탈에 대한 책임에 관한" 법령을 채택했고, 1942년 2월 13일에는 "산업 및 건설 노동 동원에 관한" 법령을 채택했다. 이 법령에 따라 노동자와 직원은 전쟁 기간 동안 동원된 것으로 인정되었다. 1942년 4월에는 농민들도 동원 대상이 되었다. 동원된 인력의 대부분은 여성이었다.
다음 표는 전쟁 전인 1940년부터 전쟁 기간 동안 소련 노동 인구의 고용 현황을 보여준다. 1940년부터 1941년까지 총 노동 인구가 1,380만 명 감소한 것은 우크라이나 소비에트 사회주의 공화국과 벨로루시 소비에트 사회주의 공화국과 같은 유럽 인구 밀집 지역의 손실과 전선에서 발생한 막대한 사상자를 보충해야 했기 때문이다. 1943년부터 1944년까지 노동 인구는 거의 1,000만 명 가까이 다시 증가하는데, 이는 붉은 군대가 이전에 점령된 소련 영토를 해방하기 시작한 시기와 일치한다.
|              | 1940 | 1941 | 1942 | 1943 | 1944 | 1945 |
| 농업         | 49.3 | 36.9 | 24.3 | 25.5 | 31.3 | 36.1 |
| 산업         | 13.9 | 12.8 | 8.8  | 9.1  | 10.3 | 11.7 |
| 운송 및 통신 | 4.0  | 3.5  | 2.4  | 2.4  | 3.0  | 3.6  |
| 민간 서비스  | 9.1  | 7.7  | 4.8  | 5.1  | 6.5  | 7.7  |
| 군사 서비스  | 5.0  | 7.1  | 11.3 | 11.9 | 12.2 | 12.1 |
| 노동 인구    | 87.2 | 73.4 | 55.1 | 57.5 | 67.4 | 76.0 |

1942년 상반기 말까지, 1200개 이상의 피난 기업이 우랄 지역에서 운영을 시작했다. 1941년 12월부터 정부는 산업 손실로 인해 처음 발생했던 생산량 감소를 멈추는 데 성공했으며, 1942년 3월부터 생산량은 다시 증가하기 시작했다. 국가의 주요 경제 및 군사 산업 기지는 이제 볼가 동쪽 지역, 주로 우랄 지역에 기반을 두게 되었다. 1942년과 1940년(전쟁 전)의 우랄 지역 경제를 비교해보면, 전력 생산은 2배 이상, 석탄 생산은 2.3배, 철강 생산은 2.4배 증가했다는 것이 명백해진다. 1942년 3월, 동부 지역의 군사 장비 및 기계 생산량은 전쟁 시작 당시 소련 전체 생산량과 맞먹는 수준에 도달했다. 같은 해 6월, 미국과 소련은 랜드리스 물자 공급 협정을 체결했다. 오늘날 랜드리스로 알려져 있다. 랜드리스 덕분에 전쟁 기간 동안 소련은 약 14,800대의 항공기, 7,100대의 탱크, 8,200문의 대공포, 그리고 많은 수의 자동차, 트랙터 및 기타 필수 물자를 받았다.
나라의 농업은 어려운 상황에 처했다. 1941년 총 곡물 수확량은 1940년에 비해 거의 1.7배 감소했다. 이는 주로 소련의 수확량 중 상당 부분을 생산했던 우크라이나 소비에트 사회주의 공화국의 손실 때문이었다. 1941년 7월 20일, 소련 공산당 중앙위원회 정치국은 볼가 지역, 시베리아, 카자흐스탄에서 겨울 작물 파종을 늘리는 계획을 승인했다. 취해진 조치 덕분에 볼가 지역을 포함한 동부 지역의 총 곡물 수확량은 1942년에 1940년에 비해 두 배가 되었지만, 총 수확량은 여전히 전쟁 전 기간에 비해 현저히 뒤떨어졌다.
국토 서부를 잃으면서 운송, 특히 철도 운송에서 상당한 문제가 발생했다. 철도 운송은 군사적으로 가장 중요했으며 전쟁 내내 군사 수송의 대부분을 감당했다. 게다가 가장 광범위한 철도망은 점령된 서부 지역에 있었다. 1941년 6월 24일, 철도 운송 운영을 보장하기 위해 군사 열차 운행 일정이 도입되었다. 1942년 말, 소련 철도 인민위원회 예비군 소속 35개 기관차 부대가 창설되었다. 동시에 3천 킬로미터 이상의 새로운 철도가 건설되었다. 이 모든 것은 화물 운송량을 크게 증가시켜 병력 및 생산품의 더 빠른 재배치를 가능하게 하고 효율성을 높였다. 화물 운송량은 1942년 1분기에 비해 1.5배 증가했다.
경제적으로 더 나은 전환점은 1943년에 왔는데, 이때 총 산업 생산량이 1942년에 비해 17% 증가했다. 우랄과 시베리아에서는 야금 공장이 가속화된 속도로 건설되고 확장되었다. 1944년 산업 생산량은 1940년 산업 생산량과 비교했을 때 103-104%에 달했다. 1943-1945년에는 신형 군사 장비의 대량 생산이 이루어졌다. 1943년, 전쟁이 연합국에게 유리하게 진행되고 소련이 전쟁에서 완전히 패배하지 않을 것이라는 점이 더욱 명확해지면서, 가장 중요한 과제 중 하나는 국민 경제를 복원하는 것이 되었다. 농업 장비 생산을 발전시키고 경작 면적을 늘리기 위한 조치가 취해졌다. 1943년 5월 26일, 국가방위위원회는 해방 지역의 철도 복원에 관한 결의안을 발표했으며, 전쟁이 끝날 때까지 5만 km의 주요 철도 노선, 2,500개의 역 및 측선이 복원되었다. 전선의 필요를 충족시키는 데 중요한 기여를 한 것은 고난과 박탈에도 불구하고 경제의 모든 부문에서 일했던 국가의 인구였다. 또한 1941년부터 1945년까지 전쟁 기간 동안 자발적인 기부금 형태로 945억 루블이 모금되었다.

### 굴라크 생산
굴라크는 많은 국방 인민위원부의 주요 노동력 공급원이었다. 1944년 중반까지 수감자들은 전국 640개 산업 기업에서 일했다. 스타하노프 운동(할당량 이상을 생산하도록 노동자들을 동기 부여하는 운동)과 함께, 굴라크가 권장하는 새로운 형태의 사회주의 경쟁이 널리 사용되었다. 즉, 전선 감시, 노동 표창, 최고 사령부 기금에 할당량을 초과한 제품을 발행하기 위한 개인 계정 등이 있었다. 대부분의 수감자들은 애국적인 감정을 보여주며 전선으로 보내달라는 신청서를 제출했다. 전쟁 3년 동안 굴라크의 모든 유형의 탄약 생산량은 박격포, 수류탄, 지뢰 등을 포함하여 70,700,000 단위를 초과했다.

## 소련 대 유럽 추축국 생산량
소련은 원유와 니켈을 제외한 거의 모든 범주에서 더 적은 자원을 추출했다.
| 국가      | 석탄    | 철광석 | 원유  | 철강 | 알루미늄 | 니켈  | 아연  |
| --------- | ------- | ------ | ----- | ---- | -------- | ----- | ----- |
| 소련      | 590.8   | 71.3   | 110.6 |      | 0.263    | 0.069 | 0.384 |
|           |         |        |       |      |          |       |       |
| 독일      | 2,420.3 | 240.7  | 33.4  |      | 1.9      | 0.046 | 2.1   |
| 독일      | 2,420.3 | 240.7  | 33.4  |      | 1.9      | 0.046 | 2.1   |
| 이탈리아  | 16.9    | 4.4    |       |      |          |       |       |
| 헝가리    | 6.6     | 14.1   | 3.1   |      |          |       |       |
| 루마니아  | 1.6     | 10.8   | 25.0  |      |          |       |       |
| 총 추축국 | 2445.4  | 270    | 61.5  |      | 1.9      | 0.046 | 2.1   |

모든 수치는 백만 톤 단위
"대국 간 전쟁에서 군사적 승리를 잘 예측하는 지표는 GDP(국내총생산)이다." 소련의 GDP는 유럽의 추축국에 비해 현저히 낮다.
| 국가      | 1941 | 1942 | 1943 | 1944 | 1945 |
| --------- | ---- | ---- | ---- | ---- | ---- |
| 소련      | 359  | 274  | 305  | 362  | 343  |
|           |      |      |      |      |      |
| 독일 제국 | 412  | 417  | 426  | 437  | 310  |
| 이탈리아  | 167  | 168  | 160  | 140  | 115  |

### 지상군
| 국가             | 탱크 및 자주포 | 장갑차 | 기타 차량 | 포병    | 박격포  | 기관총                          | 병력       |
| ---------------- | -------------- | ------ | --------- | ------- | ------- | ------------------------------- | ---------- |
| 소련             | 119,769        |        | 1,556,199 | 516,648 | 363,012 | 1,477,400 (6백만 기관단총 제외) | 34,401,807 |
|                  |                |        |           |         |         |                                 |            |
| 독일 및 영토     | 67,429         | 49,777 | 159,147   | 73,484  | 104,864 | 1,000,730                       | 16,540,835 |
| 헝가리           | 973            |        |           | 447     |         | 4,583                           |            |
| 루마니아         | 91             | 251    |           | 2,800   |         | 10,000                          |            |
| 이탈리아         | 3,368          |        | 83,000    | 7,200   | 22,000  |                                 |            |
| 유럽 추축국 총계 | 71861          | 50,028 | 242,147   | 83,931  | 182,864 | 1,015,313                       |            |

### 공군
| 국가          | 총 항공기 | 전투기 | 공격기 | 폭격기 | 정찰기 | 수송기 | 훈련기 | 기타   | 병력      |
| ------------- | --------- | ------ | ------ | ------ | ------ | ------ | ------ | ------ | --------- |
| 소련          | 136,223   | 22,301 | 37,549 | 21,116 |        | 17,332 | 4,061  |        |           |
|               |           |        |        |        |        |        |        |        |           |
| 독일 및 영토  | 133,387   | 57,653 | 8,991  | 28,577 | 5,025  | 8,396  | 14,311 | 11,361 | 3,402,200 |
| 루마니아      | 1,113     | 513    | 272    | 128    | 0      | 200    | 0      | 0      |           |
| 이탈리아 제국 | 13,402    | 6,157  | 34     | 3,381  | 388    | 2,471  | 968    | 3      |           |
| 기타          | 9,849     | 881    | 4      | 395    | 318    | 1,880  | 5,145  | 57     |           |
| 추축국        | 157751    | 65204  | 9301   | 32481  | 7293   | 12947  | 19524  | 11418  |           |

소련과 독일 간에 제조된 무기 수량에 대한 다른 출처
| 보병 박격포      | 347,900 | 86,900 | 68,000  | 17,000 |
| 총기             | 188,100 | 47,000 | 102,100 | 25,500 |
| 탱크 및 자주포   | 95,099  | 23,774 | 53,800  | 13,450 |
| 전투기           | 108,028 | 27,007 | 78,900  | 19,725 |
| 자동차 및 원동기 | 205,000 | 51,000 | 375,000 | 93,700 |

소련과 유럽 추축국의 군사 생산량을 살펴보면, GDP와 추출된 자원에는 격차가 존재하지만, 소련에서 생산되는 군사 무기의 수량적 우위가 분명하다. 이는 주로 소련이 무기를 설계하고 대량 생산하는 방식과 관련이 깊다.